# Lisístrata
Lisístrata (em grego ático: Λυσιστράτη "que dissolve o exército") é uma comédia famosa de Aristófanes. Escrita e encenada na Atenas clássica em 411 a.C., provavelmente nas Lenéias, um dos festivais anuais atenienses sagrados em homenagem ao deus Dioníso. Nessas festas, além dos rituais de homenagem a Dioníso, havia também dias reservados para as competições de tragédias e comédias. As obras teatrais eram apresentadas ao público e havia uma votação para saber qual foi a preferida.
A peça Lisístrata é um relato cômico sobre as mulheres gregas, lideradas por Lisístrata, uma personagem feminina de caráter forte. Essas mulheres fartas da guerra entre Atenas e Esparta trancam-se num templo e decidem por votação deflagrar uma greve sexual para forçar uma negociação de paz, uma estratégia ousada para acabar com a Guerra do Peloponeso, mas que, no entanto, provoca uma batalha entre os sexos. Segundo Aristófanes, em sua obra, Lisístrata.
A peça é considerada notável por fazer uma exposição extemporânea das relações sexuais numa sociedade dominada pelos homens. As comédias não eram apenas engraçadas, na Grécia antiga o teatro grego era uma forma de entretenimento extremamente popular, pois abordava questões políticas relevantes e fazia grandes críticas à sociedade.
Foi produzida no mesmo ano que As Tesmoforiantes outra peça de Aristófanes focada nas críticas sociais e de gênero, mas a qual segundos grandes estudiosos da área do teatro grego como Gilbert Murray e Whitman Cedric, foi uma peça de menor valor literário, pois não parecia se aprofundar nas críticas pelas quais Aristófanes era conhecido.

## Trama

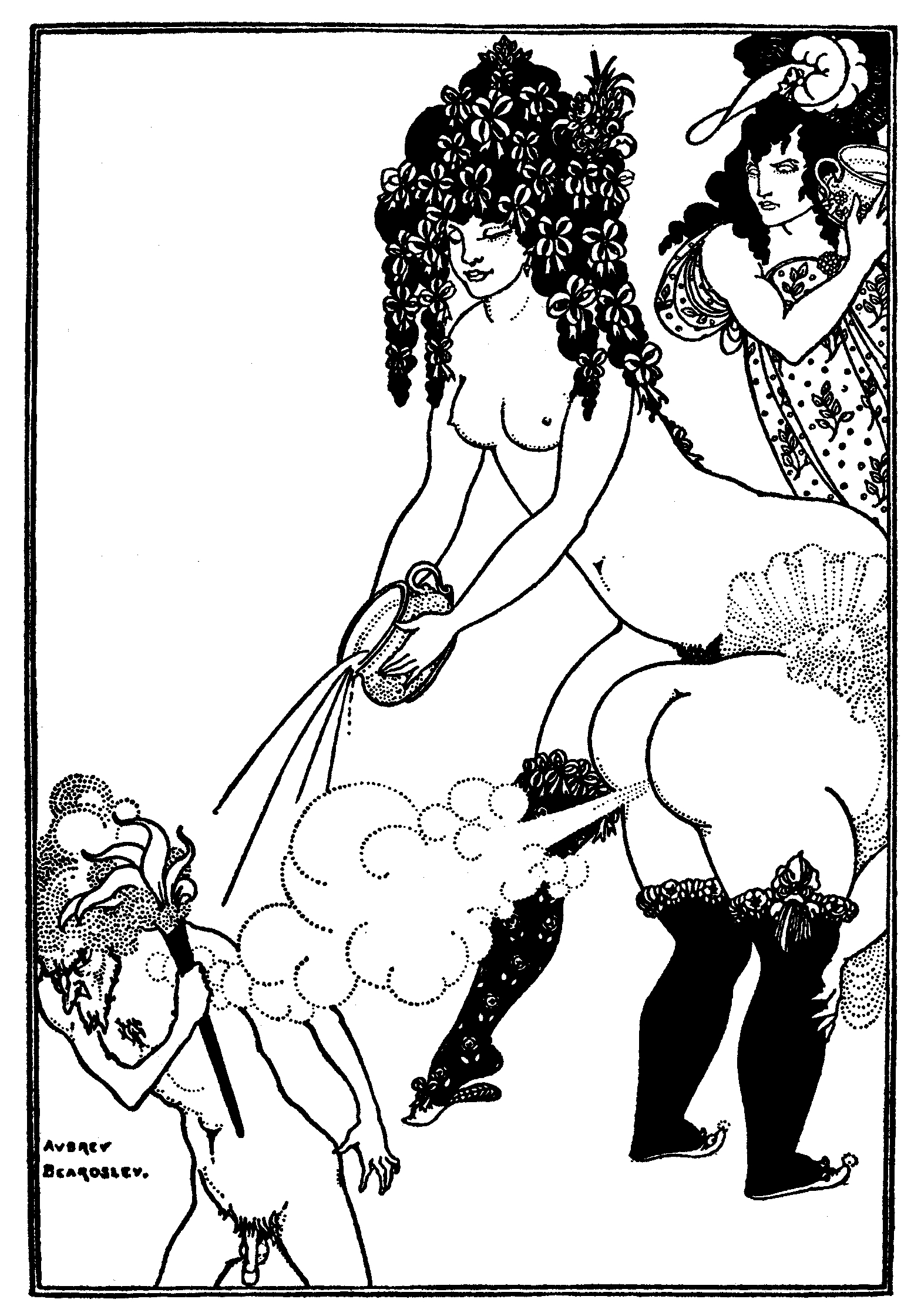
Lisístrata defendendo a Acrópole (desenho de Aubrey Beardsley)

A peça se inicia com Lisístrata (Dissolvetropa), uma mulher ateniense, convocando outras mulheres Atenienses e de outras cidades, inclusive de Esparta para discutir uma questão importante. Devido a Guerra do Peloponeso os homens das cidades pólos estão completamente envolvidos no exército, não tendo mais tempo para suas famílias. Lisístrata tem uma possível solução para o problema, ou seja, o fim da guerra, ela propõe as outras mulheres que façam uma greve de sexo até que os homens desistam da guerra e façam um acordo de paz, podendo voltar assim para suas famílias. Inicialmente, há uma certa recusa, por parte das outras mulheres, entretanto, após Lampito, uma Spartana acatar a ideia de Lisístrata, as demais também concordam, fazendo um juramento o qual não poderá ser quebrado.
Como continuidade do plano, as mulheres ocupam a Acrópole ateniense, a fim de privar os homens de meios financeiros para prosseguir com a guerra. Chega então, o Coro de Velhos atenienses, que por vingança, ameaçam colocar fogo na própria Acrópole, porém, são interrompidos por um Coro de Mulheres, onde ocorre um conflito entre eles. Os homens então enviam um delegado para lidar com as mulheres, acompanhado de 4 arqueiros, o delegado manda os arqueiros invadirem a Acrópole, porém, sem sucesso, pois são ameaçados pelas mulheres. Há em seguida uma discussão entre Lisístrata e o Delegado, onde ela explica-lhe sobre a situação, revelando bastante descontentamento, por parte das mulheres, em relação a vida que levam e como são tratada por seus maridos. Sentindo-se insultado pelas mulheres o Delegado se retira e vai ao Tribunal se queixar.
Algumas mulheres têm muita dificuldade em manter a aliança para prosseguir com o plano, inventam desculpas para saírem da Acrópole e irem para casa com seus maridos. Lisístrata se esforça para convencê-las a ficar, concedendo apenas a Vulverina a oportunidade de encontrar seu marido Trepásio, com propósito de estimular os desejos do homem, mas para depois deixá-lo apenas “na vontade”. E ela o faz com perfeição, deixando seu marido pronto para o ato sexual, mas depois de várias desculpas, foge deixando-o insatisfeito.
Enquanto isso, a abstinência também é sentida em outras cidades gregas. Vem um Arauto Espartano enviado a Atenas para trazer uma proposta de paz, mas com argumentos poucos convincentes. Conversa, então, com um Embaixador ateniense que o manda de volta à Esparta para que traga os Embaixadores e assinem de uma vez o acordo de paz. Após chegarem na Acrópole, chamam Lisístrata. Diante dela estão o Embaixador Ateniense e o Embaixador Lacedemônio que com toda a situação deprimente que se encontram os homens gregos, decidem então firmar o acordo. Após um grande discurso pacifista de Lisístrata, lembrando as raízes comuns entre os povos gregos, finalmente entram em um acordo, e ficam felizes pela reconciliação. No fim, um banquete é feito para celebrar a paz e o retorno das mulheres aos seus maridos.

## Personagens

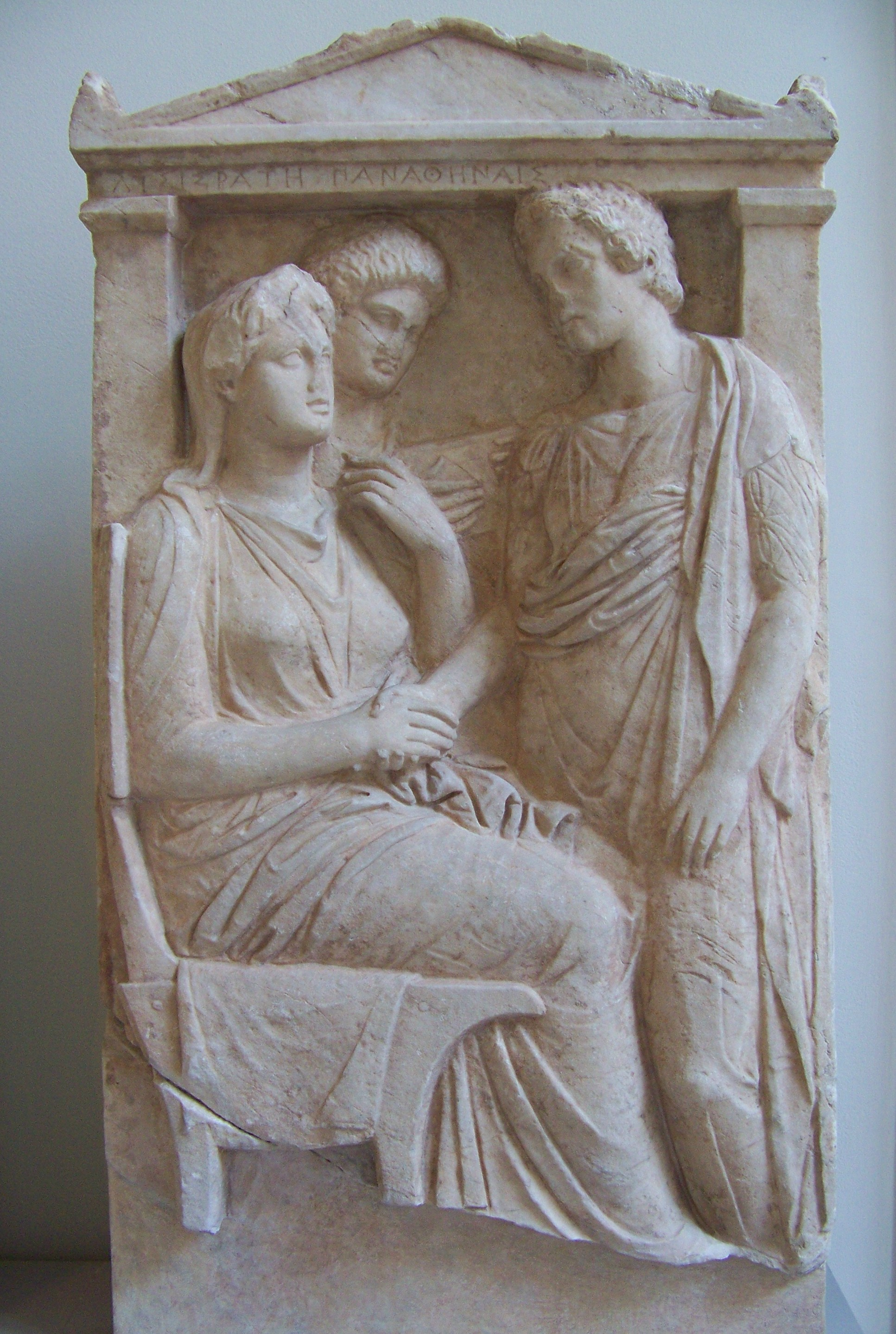
Lisístrata em companhia de outras mulheres. Estela de mármore, 350 - 325 a.C.

Lisístrata – personagem principal da peça, é uma mulher ateniense que tenta junto com outras mulheres acabar com a guerra do Peloponeso através de uma greve de sexo.
Cleonice – mulher ateniense, tem papel secundário e é vista como a humorista do grupo em alguns momentos, mora ao lado de Lisístrata.
Mirrina – mulher ateniense, é como Cleonice, porém é apresentada como uma ludibriadora, aparecendo brevemente em situações humorísticas.
Cinésias – Marido de Mirrina, é um guerreiro que tentar convencer a esposa ceder. (Márcio, p. 116) [19]
Lampito - é uma mulher espartana, faz o mesmo papel de Lisístrata, mas em Esparta, no intuito de acabar com a guerra por parte dos espartanos.
Coro de Velhos – grupo de homens que se opõem a tomada da Acrópole e que querem invadi-la para retirar Lisístrata a força.
Coro de Mulheres – grupo de mulheres mais velhas que irão ajudar Lisístrata a tomar a Acrópole. Limitam-se a papéis secundários e apoiam a causa de Lisístrata e Lampito.
Um comissário – Tem a tarefa de tentar solucionar os problemas sociais que ocorrem naquele momento na polis. Acredita que as mulheres não possuem conhecimento algum para resolver estes problemas.

## Guerra do Peloponeso
Lisístrata foi encenada em 411 a.C., quando a Guerra do Peloponeso já durava 20 anos, tendo como base este fato histórico. A Guerra do Peloponeso é um título que se aplica as várias batalhas ocorridas entre essas duas cidades, Atenas e Esparta, no período de 431 a 404 a.C.. A peça ocorre após o contexto da derrota da expedição grega à Sicília, dois anos mais tarde.
A Guerra do Peloponeso foi um conflito entre várias cidades gregas, com foco maior nas rivalidades entre Esparta e Atenas, envolvendo também cidades aliadas às partes. Embora o povo helênico compartilhasse crenças, língua e os costumes físicos e espirituais, cada cidade atuava como um Estado autônomo com características próprias. Atenas tinha o controle do mar, enquanto a Confederação Espartana dominava na terra. O envolvimento mais sério, que é o ponto de partida de Lisístrata, foi a falha na expedição à Sicília organizada por Atenas para a tomada de Siracusa. Devido à traição do general Alcibíades ao fornecer informações da inteligência ateniense para Esparta, tanto o exército naval quanto terrestre de Atenas foram aniquilados. Pressionados, os atenienses procuraram reconstruir seus exércitos com os fundos de reserva para guerra estocados na Acrópole, local ocupado por Lisístrata e as demais mulheres na peça. Dentro deste cenário de batalha e corrupção, Aristófanes foi o maior relator deste período através de suas comédias, Lisístrata e As Tesmoforiantes.

### A comédia aristofânica e a Guerra do Peloponeso
A comédia retrata a revolta das mulheres como um problema comum a todos os gregos, independente se forem atenienses ou não, obrigando os homens a buscar a paz e cessar hostilidades. Além da personagem Lampito, suas aliadas da Beócia e Corinto em momento algum são tratadas de maneira rude pelas anfitriãs de Atenas. O objetivo da revolta feminina é instalar um governo temporário liderado pelas mulheres com foco em reestabelecer a ordem, já que no cenário político cotidiano elas eram privadas de participação. A discussão da peça visa restaurar a vida doméstica das esposas com seus maridos como era antes da guerra ter início, garantindo o desenvolvimento da cidade de forma pacífica.
A identidade grega poderia ser definida por três aspectos: rituais religiosos, terras em comum e a oposição dos helênicos contra os bárbaros. Dentro desta perspectiva, a comédia visava demonstrar o quanto se perdia nas guerras entre povos gregos, enquanto estrangeiros poderiam se organizar e massacrá-los a qualquer momento. O ideal de paz transmitido pelo autor indica o temor pela desunião dos gregos, fazendo da paz um instrumento essencial na luta contra os bárbaros.
Esta obra não foi a única concebida como uma crítica à guerra, tendo outros dramaturgos gregos também explorado o tema, de modo que pode ser analisada a perspectiva destes homens em relação ao conflito, levando a discussão para o teatro e criando uma relação de interlocução da política para com os cidadãos de Atenas no período.

## Papel político da mulher
Em Lisístrata, Aristófanes aproveita do papel inferior da mulher para gerar o efeito cômico da peça. É a união do cômico com o absurdo – a mulher, fora de seus padrões e em uma posição superior ao homem é algo totalmente além do imaginário dos atenienses.
Ao contrário do que se parece, não se encontra em Lisístrata um discurso de liberação da mulher, pois Aristófanes dividia do mesmo pensamento comum da época: a mulher é um ser inferior e sua única função é garantir seus descendentes. A mulher como núcleo da obra, foi utilizada de forma debochante e exagerada para garantir o riso. As mulheres que até então eram vistas como as causadoras de conflitos, propuseram um acordo de paz, invertendo completamente os conceitos da época.

## Discussão e Legado
No século XX, Lisístrata consolida-se como um símbolo feminista. Porém, esse nunca foi o objetivo de Aristófanes ao escrever a peça em 411 a.C. As mulheres não possuíam influência na política, limitadas ao ambiente familiar, seu único dever cívico era gerar cidadãos atenienses. O texto é afinal, uma comédia, feita para entreter homens atenienses.
O fato das mulheres ocuparem a Acrópole e o Parthenon e discutirem sobre guerra e paz dá a falsa impressão que a peça defende a posição delas no meio público, mas a situação é longe de ser realista e serve para provocar o riso. O sentido revolucionário atribuído à peça também não é presente, Lisístrata não propõe mudanças da situação feminina na pólis, apenas o retorno dos maridos, mantendo as tradições de seus papéis como administradoras do lar, vivendo sobre as vontades e decisões do homem.
O valor cômico está justamente em colocar a mulher em um papel considerado absurdo, dar a impressão de uma autonomia feminina. Portanto, originalmente não existe feminismo no texto, centenas de anos depois com as diversas reinterpretações o movimento passa a ser associado à Lisístrata.

### Contemporaneidade
Lisístrata é a comédia mais famosa de Aristófanes, e, portanto recebeu diversas adaptações para o cinema, como: The Second great sex, de George Marshall (EUA, 1955) o filme é um musical que se passa em um cenário western, onde os homens de duas cidades estão sempre brigando, até que um dia, um deles abandona sua esposa na cama depois de seu casamento para ir a outro ataque, a esposa indignada promove uma greve de sexo para alcançar a paz; Escuela de seductoras, de León Klimvosky (Espanha, 1962) baseado na peça, amigas matriculam-se em uma escola para aprender técnicas de sedução; conta também com diversos filmes mudos, que são peças gregas que foram filmadas. O fato de ser um clássico dá a característica da inesgotabilidade, sempre tendo refilmagens, interpretado de outra maneira, servindo como inspiração e adaptado a discussões mais modernas.
Em 1976, Chico Buarque e Augusto Boal (1931-2009) compõem a música “Mulheres de Atenas” para a peça “Lisa, a Mulher Libertadora”, de autoria de Boal, idealizador do Teatro do Oprimido, que alia o teatro à ação social. Assim, inserido no contexto da luta pela emancipação feminina, Boal fez uma adaptação de “Lisístrata”, escrita em 411 a.C. por Aristófanes (ca. 447 a.C. – ca. 385 a.C.), importante comediógrafo da Grécia Antiga. A peça tratava uma rebelião de mulheres atenienses, que, sob a liderança da personagem-título, resolvem fazer greve de sexo para forçar seus maridos a acabarem com a Guerra do Peloponeso (conflito armado entre Atenas e Esparta, ocorrido entre 431 e 404 a.C.). 
Em 1980, o espanhol Manuel Martinez Mediero reescreve Lisístrata para ser apresentada no festival de teatro romano de Mérida. Misturando a comicidade com a tragédia, aqui a personagem é uma heroína feminista que no final torna-se vítima da violência doméstica.
Em 1987, o alemão Ralf Kong, publica um quadrinho onde Lisístrata é uma lésbica punk no meio do contexto da revolução sexual.
Também recebe uma interpretação pacifista, durante a guerra do Vietnã, diversas universidades americanas encenam a peça, opondo-se a intervenção no país asiático.
Em 2003, Lisístrata torna-se um símbolo contra a guerra no Iraque, é criado o Lysistrata Project, uma leitura conjunta da peça como forma de protesto as políticas do presidente Bush.
Quase 2000 anos depois de sua publicação, Lisístrata passa de uma comédia a um símbolo feminista e pacifista.